# Mesocoelopus substriatus
Mesocoelopus substriatus is een keversoort uit de familie klopkevers (Anobiidae). De wetenschappelijke naam van de soort is voor het eerst geldig gepubliceerd in 1900 door Schilsky.